# 變身少女露比
《變身少女露比》（英語：Ruby Gillman, Teenage Kraken）是一部2023年美國電腦動畫奇幻喜劇片，由科克·德密科執導，潘·布蘭迪編劇，拉娜·康多、東妮·克莉蒂、安妮·墨菲、山姆·理查森、萊莎·寇希、威爾·佛提、科爾曼·多明哥、賈布克·楊-懷特、布魯·查普曼、艾德華度·法蘭科、蕾夢娜·楊、艾克·科倫、妮可·拜爾和珍·芳達聲演。劇情講述16歲的海怪少女露比·吉爾曼（Ruby Gillman，康多配音）迫切希望融入海岸高中（Oceanside High），當發現自己是戰士海妖女王的直系後裔後，注定得繼承王位、守護海洋，以對抗虛榮、渴望權力的美人魚。
《變身少女露比》由環球影業排定2023年6月30日於美國上映。這部電影獲得整體混合的評價，鮮明的動畫效果與表演獲得評論界的肯定，幽默感則獲得分化反響，也有部份評論認為這部電影是對華特迪士尼公司的《小美人魚》系列作品的戲謔，充斥著其他動畫作品常見的公式化劇情。電影4620萬美元的票房收入未能攤平7000萬美元的製作成本，成為夢工廠的票房炸彈作品。外界估計本片虧損額度高達8000萬美元。本片入圍第96屆奧斯卡金像獎最佳動畫片角逐名單。

## 故事大綱
露比·吉爾曼（Ruby Gillman）是內向低調的16歲海怪少女，她跟著父親亞瑟、擔任房地產經紀人的母親阿嘉莎、弟弟山姆待在陸地的濱海小鎮「海岸鎮（Oceanside）」生活，同時是海岸高中（Oceanside High）的學生。她平常必須隱藏自己的海怪型態在學校活動，與班上同學特雷文與布莉絲是親密的朋友，同時被母親禁止前往海域地區活動。由於母親的禁令，她無法出席在客船舉辦的海上畢業舞會，但禁不住特雷文與布莉絲的積極邀約，便被她們說服，準備詢問自己暗戀的少年康納是否願意出席舞會，然而露比為了救不慎落水的康納而跳下海裡，接觸到含有鹽分的海水導致原形畢露，變成巨大的海怪，康納則被不久前轉來學校裡的人氣新生雀兒喜帶回岸上。發現此事的阿嘉莎急忙趕往露比身邊，陸續和亞瑟、山姆、露比的舅舅布里爾會合，最終露比在家人的協助下讓心情冷靜和恢復原狀。
露比起先對自己的能力感到不知所措，指責母親對她隱瞞這件事，但在布里爾向她說明過後，露比決定拜訪棲居在海裡的外祖母，事情發展卻遠出乎露比的預料：外祖母的真實身分是七海女王戰士，她告知露比其實是繼承戰士海妖女王的直系血統的公主，這意味著露比有繼承王位的資格與守護海洋的義務，外祖母說明海怪族人長年和海洋裡富野心的美人魚一族抗衡，還有當年美人魚們如何被永遠囚困的往事。露比雖然對繼承王位一事表示拒絕，仍然慶幸自己遇見外祖母告知詳情，未料露比準備返家的時候，不慎被老水手燈塔高登捕獲，此時露比發現雀兒喜出現在她的面前，雀兒喜透露自己是美人魚的真實身份，出手救了露比幫助她脫困。
翌日，露比準備像往常般度過平凡的校園生活，但由於此前露比變身成巨大海怪的形態被人錄成影片四處傳播，這讓焦慮不已的露比找到雀兒喜求助，兩者翹課暢遊海洋期間相談各自的經歷，雀兒喜提及海洋裡存在著一隻俱備強大力量的海神三叉戟，然而美人魚一族當年與海怪一族發生戰爭後，從此消聲匿跡，連同雀兒喜的母親也遇害的往事，她轉而懇求露比取得三叉戟，促成海怪與美人魚和解團結。露比被雀兒喜的理念打動，決定盡自己所能幫助雀兒喜兼提升自己的能力，於是她再度向外祖母求助，經由外祖母的引導發掘自身天賦和作戰技巧。但在露比頻繁與雀兒喜親近的同時，她也和原本交好的朋友們逐漸疏遠。
海岸高中舉辦海上畢業舞會的當夜，露比與母親在談話過程中聊起雀兒喜的事情，阿嘉莎得知雀兒喜實為美人魚女王的女兒、對露比和身為海怪世敵的美人魚往來感到失望與憤怒，不但和露比為了彼此決定生活的方式發生爭執，還勒令她禁止和外祖母見面。露比背著家人取得雀兒喜所說的三叉戟，趕著和雀兒喜會面，豈料雀兒喜從露比的手裡取得三叉戟後，對她的態度立刻急轉直下，不但露出原本的真面目，變身成巨型的白髮闇色人魚，還在準備摧毀海岸鎮之前困住了露比。原來雀兒喜此前所說「讓海怪與美人魚達成團結」的願望，只是欺騙露比為她取得三叉戟的幌子，雀兒喜真正的意圖是讓三叉戟的力量為己用。驚覺此事的外祖母與阿嘉莎連忙挺身對抗雀兒喜，布里爾則發現遭雀兒喜背叛而鬱悶難耐的露比，陪伴在露比的身邊，傾訴當年不理解阿嘉莎離開海洋的緣由、直至後來才體認阿嘉莎選擇守護家庭的用意，讓露比重新振作。為了彌補自己的過失與對抗雀兒喜，露比鼓起勇氣游上水面，正式和雀兒喜展開對決，過程中露比、阿嘉莎、外祖母察覺只要具備足夠的力量，便能將三叉戟摧毀，露比趁著承載學校師生們的畢業舞會客船被海浪擊沉前救了船上眾人，三者聯合發動鐳射眼成功摧毀了三叉戟，最終雀兒喜因為三叉戟被破壞失去力量，恢復成原來的身型。露比、外祖母、阿嘉莎救了學校師生們的義舉，獲得所有目擊者的敬重，眾人為三者的勝利一起歡呼，隨後老水手燈塔高登發現和捕獲了雀兒喜，便順勢將她擄走。
事件落幕後，外祖母本有意進一步解決雀兒喜，被露比勸阻而作罷，阿嘉莎也為自己向露比隱瞞真相一事致歉。露比與朋友們和解，受到全船師生的熱烈歡迎，如願邀請康納和她共赴舞會。老水手燈塔高登還開啟網路直播向眾人表達有關海怪的真相（入鏡的雀兒喜還懇求老水手燈塔高登釋放她）。經過一段日子後，海岸鎮的眾人回歸日常生活，露比與康納正式交往，她還承接起守護海岸鎮的義務，成為當地的守護者。

## 配音員
- 拉娜·康多聲演露比·吉爾曼（Ruby Gillman）：害羞的16歲海怪少女，海岸高中（Oceanside High）二年級學生，渴望融入群體。
- 東妮·克莉蒂聲演阿嘉莎·吉爾曼（Agatha Gillman）：露比和山姆的母親，房地產經紀人，不希望女兒和朋友一起去海邊。
- 安妮·墨菲聲演雀兒喜（Chelsea）：勢利的美人魚少女，海怪的天敵，海岸高中的人氣新生。
- 山姆·理查森（英语：Sam Richardson (actor)）聲演布里爾（Brill）：露比和山姆的熱情舅舅，阿嘉莎的兄弟。
- 萊莎·寇希聲演瑪格（Margot）：個性外向的女孩，露比的好友。
- 威爾·佛提聲演燈塔高登（Gordon Lighthouse）：老水手，在海岸高中擔任導遊。
- 科爾曼·多明哥（英语：Colman Domingo）聲演亞瑟·吉爾曼（Arthur Gillman）：露比和山姆的父親，阿嘉莎的丈夫。
- 賈布克·楊-懷特（英语：Jaboukie Young-White）聲演康納（Connor）：露比暗戀的滑板少年。
- 布魯·查普曼（Blue Chapman）聲演山姆·吉爾曼（Sam Gillman）：露比的討厭弟弟。
- 艾德華度·法蘭科聲演特雷文（Trevin）：遊戲玩家，露比的朋友之一。
- 蕾夢娜·楊（英语：Ramona Young）聲演布莉絲（Bliss）：哥德女孩，露比的朋友之一。
- 艾克·科倫（英语：Echo Kellum）聲演道格（Doug）
- 妮可·拜爾（英语：Nicole Byer）聲演賈妮絲（Janice）
- 珍·芳達聲演外婆，七海女王戰士（Warrior Queen of the Seven Seas），露比和山姆的外婆，將孫女推上王位。

各地配音
| 配音            | 配音   | 配音   | 角色          |
| 美國            | 台灣   | 香港   | 角色          |
| --------------- | ------ | ------ | ------------- |
| 拉娜·康多       | 李沐   | 張蔓莎 | 露比·吉爾曼   |
| 東妮·克莉蒂     | 陳貞伃 | 蔡運華 | 阿嘉莎·吉爾曼 |
| 安妮·墨菲       | 劉映萱 | 周恩恩 | 雀兒喜        |
| 山姆·理查森     | 蔣鐵城 | 凌文龍 | 布里爾        |
| 萊莎·寇希       | 陳思妤 | 李蔓宜 | 瑪格          |
| 威爾·佛提       | 孫中台 | 麥斯威 | 燈塔高登      |
| 科爾曼·多明哥   | 夏治世 | 周偉強 | 亞瑟·吉爾曼   |
| 賈布克·楊-懷特  | 孫建恩 | 李琛瑜 | 康納          |
| 布魯·查普曼     | 黃翊傑 | 呂誠銘 | 山姆·吉爾曼   |
| 艾德華度·法蘭科 | 莊捷安 | 曾國龍 | 特雷文        |
| 蕾夢娜·楊       | 張芸綺 | 張彩虹 | 布莉絲        |
| 艾克·科倫       | 陳承中 | 林筠翔 | 道格          |
| 妮可·拜爾       | 駱彤   | 王慧珠 | 賈妮絲        |
| 珍·芳達         | 李宛鳳 | 余安安 | 外婆          |
| 凱倫·福斯特     | 孫若瑜 | 姜麗儀 | 圖書館管理員  |

## 製作
2021年6月，據透露夢工廠動畫正在製作一部名為《拜見吉爾曼一家》（Meet the Gillmans）的電影。該片由保羅·提比特執導，潘·布蘭迪編劇，選角也開始進行。夢工廠分別與拉娜·康多、瑞秋·曾格勒、布蘭妮·奧格雷迪、安妮·墨菲、蘿拉·鄧恩、蕾吉娜·金恩、鄔瑪·舒曼、麥可·辛、泰·布利爾、喬許·杜哈莫、吉米·辛普森和奧利弗·哈德森等演員進行洽談。製作預計2022年開始進行。
2023年3月，片名更名為《變身少女露比》（Ruby Gillman, Teenage Kraken），康多和墨菲確認參演，據透露東妮·克莉蒂、山姆·理查森、萊莎·寇希、威爾·佛提、科爾曼·多明哥、賈布克·楊-懷特、布魯·查普曼（Blue Chapman）、艾德華度·法蘭科、蕾夢娜·楊、艾克·科倫、妮可·拜爾和珍·芳達也是配音陣容之一。科克·德密科擔任導演，法倫·珀爾（Faryn Pearl）擔任共同導演，凱莉·庫妮·席勒拉（Kelly Cooney Cilella）擔任製片人。

## 發行
《變身少女露比》由環球影業排定2023年6月30日於美國上映。
作為與Netflix簽訂的18個月協議的一部分，《變身少女露比》在付費電視平台的前四個月在孔雀上播放，然後在接下來的十個月內登上Netflix，並在剩下的四個月內返回孔雀。

## 票房
在美國和加拿大，《變身少女露比》同週的競爭對手為《印第安納瓊斯：命運輪盤》，外界預估本片上映首週的票房收入約400萬至800萬美元。但最終因為票房表現失利成為票房炸彈，根據《/Film》在2023年8月的報導，《變身少女露比》起碼為環球影業帶來8000萬美元的損失。

## 評價
《變身少女露比》獲得褒貶不一的評價，爛番茄根據97條評論，獲得新鮮度66%，平均分數5.8/10，網站評論家共識評論為「《變身少女露比》遍佈著太多來自更好的動畫作品的漂浮物和廢氣，無法作為真正的原創，但其固有的甜美和活潑的風格使家庭娛樂作品足夠討人喜歡。」。Metacritic根據27條評論（5條好評，18條褒貶不一，4條差評），獲得平均加權分數50分（滿分100），代表「褒貶不一或好壞兩極分化的評價」。

## 外部連結
- 官方网站
- 互联网电影数据库（IMDb）上《變身少女露比》的资料（英文）
- Metacritic上《變身少女露比》的資料（英文）
- AllMovie上《變身少女露比》的资料（英文）
- 爛番茄上《變身少女露比》的資料（英文）
- Box Office Mojo上《變身少女露比》的资料（英文）
- 開眼電影網上《變身少女露比》的資料（繁體中文）
- 豆瓣电影上《變身少女露比》的資料 （简体中文）